# Vagtcentral
En vagtcentral er typisk en døgnbemandet central, hvorfra der kan ydes assistance under forskellige forhold og situationer. Et eksempel på en vagtcentral er den man får fat i, når man i Danmark ringer 112. Her er formålet med vagtcentralen at yde assistance ved udsendelse af nødfartøjer i tilfælde af ulykke, brand eller under farlige situationer. Et andet eksempel kan være en vagtcentral ved et forsikringsselskab, der yder assistance til de af forsikringsselskabets kunder, der har tegnet en rejseforsikring og som behøver hjælp til forsikringsmæssige forhold.